# Кожин, Сергей Николаевич
Сергей Николаевич Кожин (18 января 1898, Москва — 9 ноября 1971, Лос-Анджелес, Калифорния) — советский и американский архитектор.

## Биография
Родился 18 января 1898 года в Москве. В 1921—1926 годах учился на архитектурном факультете ВХУТЕМАСа у И. В. Жолтовского. Входил в так называемую «квадригу Жолтовского» (вместе с Г. П. Гольцем, М. П. Парусниковым и И. Н. Соболевым). Будучи студентом, принимал участие в оформлении Всероссийской сельскохозяйственной и кустарно-промышленной выставки 1923 года в Москве. Темой его диплома стал проект Дворца труда в Москве.
В 1928 году С. Н. Кожин посетил Баухаус. В том же году встречался в Москве с Ле Корбюзье. Позднее выступал в печати с его критикой.
В 1930-х годах работал в архитектурной мастерской № 1 под руководством И. В. Жолтовского. Был заместителем руководителя кафедры архитектурного проектирования Академии архитектуры СССР. Принимал участие в проектировании застройки улицы Горького, Можайского шоссе, Нового Арбата.
В 1920-х — 1930-х годах жил в Москве по адресу: 3-й Зачатьевский переулок, 3, кв. 1.
После начала Великой Отечественной войны был призван в Красную армию. В 1942 году попал в плен. Был освобождён американскими войсками и переехал в США, в Лос-Анжелес. Работал в бюро архитектора Рихарда Нейтры.
Умер 9 ноября 1971 года в Лос-Анджелесе. Похоронен на кладбище Hollywood Forever.

## Работы
- Проект здания Дворца труда в Москве (1926, дипломный проект, не реализован)[6]
- Конкурсный проект здания «Промбанка» в Свердловске (1926, совместно с Н. Я. Колли, 4-я премия)[15]
- Проект станции метро «Красные Ворота» (совместно с Г. П. Гольцем)[16]
- Проект реконструкции Камерного театра в Москве (1934, совместно с Г. П. Гольцем, не реализован)[17]
- Проект жилого дома на улице Горького в Москве (1934, совместно с Г. П. Гольцем, ныне дом 11 по 1-й Тверской-Ямской улице, построен по другому проекту)[18][19]
- Проект дома Красной армии и флота в Кронштадте (1934, совместно с Г. П. Гольцем)[20]
- Проект площади и проспекта Дворца Советов в Москве (1938, в составе группы архитекторов под руководством С. Е. Чернышова и А. М. Заславского)[21]
- Конкурсный проект реконструкции здания театра имени К. С. Станиславского (1939, совместно с Г. П. Гольцем)[22]
- Проект жилого дома на 1-й Мещанской улице, 62—64, для служащих треста «Союзмебель» (1939)[23]
- Проект реконструкции Московского ипподрома (1939)[23]
- Пристройка со зрительным залом к Дому учёных в Москве[24]
- Пристройка к Свято-Богородицкой церкви в Лос-Анджелесе (1971)[3]

## Публикации
- Проект «Дворца труда СССР» в Москве // Современная архитектура. — 1926. — № 4.
- Ошибки замысла // Архитектура СССР. — 1934. — № 12. — С. 9.
- Убранство комнаты // Вечерняя Москва. — 1937. — № 109 (15 мая). — С. 3.